# Araotz
Araotz es un barrio de Oñate (Guipúzcoa, España), situado en la zona sudoeste del mismo pueblo. El barrio hace frontera así mismo con la provincia de Álava, específicamente con las ciudades de Ozaeta, Larrea y Aspuru, dividiendo la zona montañosa del macizo de Elguea.

## Geografía

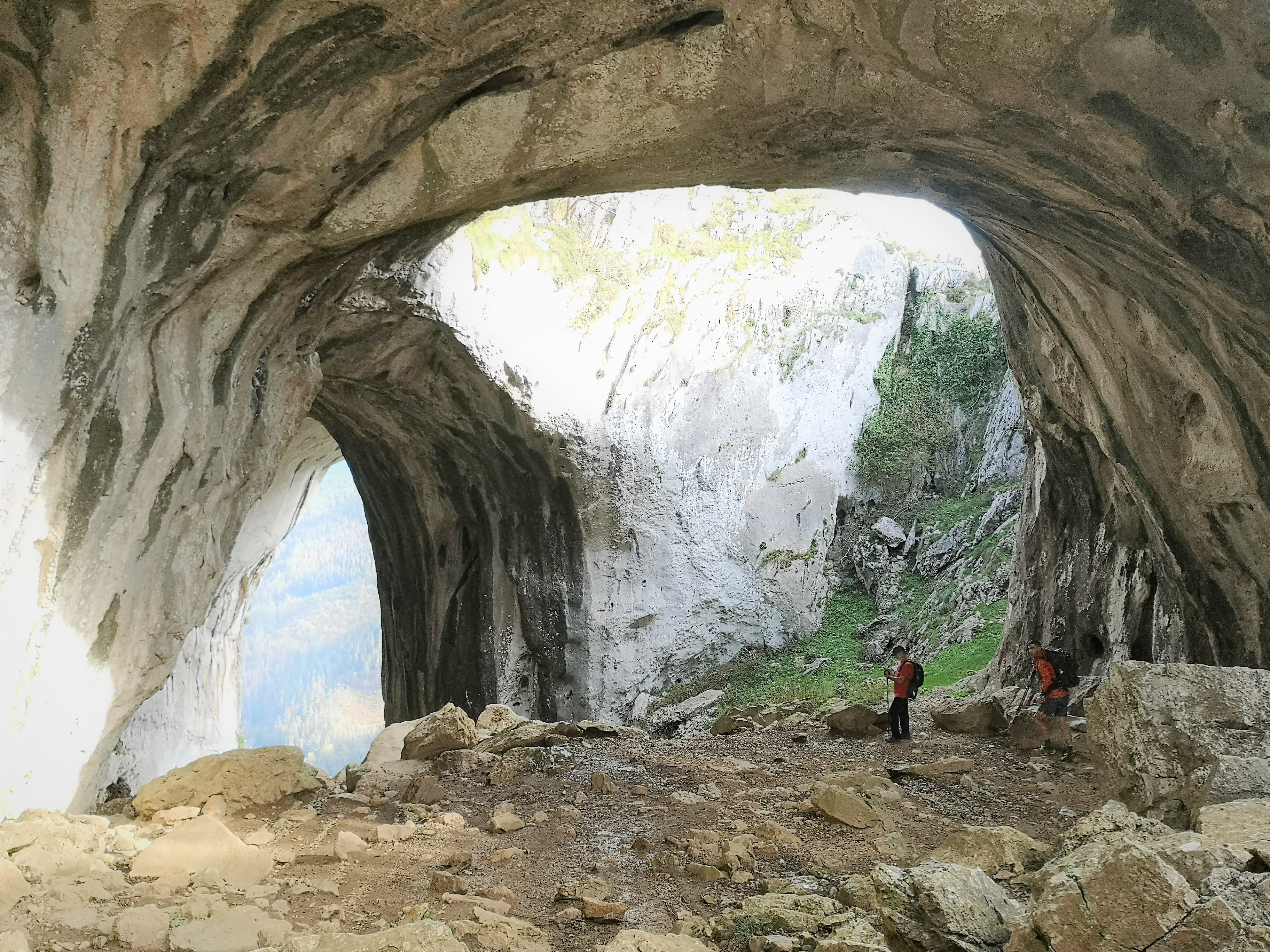
Ojo de Aitzulo

El entorno natural del barrio es bastante montañoso, siendo el punto habitual de partida de varias rutas de senderismo. En la roca, hay un accidente geográfico conocido como el ojo de Aitzulo, situado cerca del embalse de Sandailiko o Artixa. En las cercanías de Araotz también se encuentran la ermita de Santa Cruz, llamada de Ugastegi, y la cueva y ermita de Sandaili.

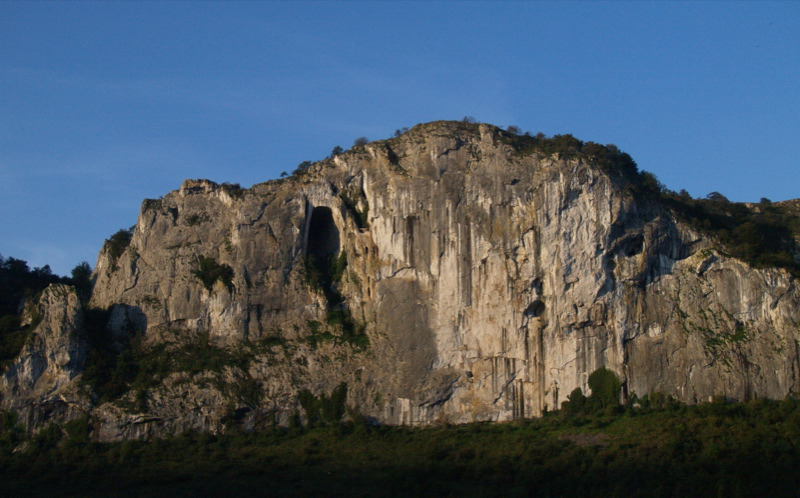
Zona montañosa en Araotz. Ojo de Aitzulo